# Ministro Zenteno (1896)
«Міністро Сентено» був захищеним крейсером Військово-морських сил Чилі.
Спочатку крейсер мав називатися «Чакабуко» на честь битви війни за незалежність, але 1 лютого 1896 року його спустили на воду під назвою «Міністро Сентено» на честь державного діяча-героя відповідної війни Хосе Ігнасіо Сентено, який, зокрема, був засновником чилійського військоового флоту.  

## Будівництво та проектування
У листопаді 1894 року уряд Бразилії розмістив замовлення на три захищених крейсери на британській верфі Armstrong, Mitchell & Company. Перший із цих кораблів було закладено 6 травня 1895 року на верфі Армстронга в Ельсвіку, але фінансові труднощі призвели до того, що перший платіж за  корабель було відкладено, і замість цього він був проданий чилійському уряду у вересні 1895 року.  Для Бразилії тривала робота над двома кораблями, що залишилися, і був замовлений ще один крейсер такої ж конструкції, щоб замінити «Міністро Сентено», але тільки один, «Альміранче Баррозо», експлуатувався Бразилією, а інші два кораблі, «Амазонас»  (пізніше «Новий Орлеан» ) і «Альміранче Абреу»  (пізніше «Олбані» ), придбали ВМС США напередодні іспано-американської війни. 
Від інших кораблів проєкту відрізнявся насамперед, однорідним основним озброєнням лише з 152 мм гармат.

## Історія служби
«Міністро Сентено» був присутній на Панамериканській конференції в Мексиці в 1901 році.
У 1907 році корабель відплив від Вальпараїсо для навчального походу до Пунта-Аренас, Баїя, Ла-Гуайра, Бермуди, Гемптон-Роудс, Аннаполіс, Ньюпорт, Плімут, Брест, Ферроль, Лісабон, Архель, Мальта, Спеція, Генуя, Барселона, Картахена, Гібралтар, Санта-Крус-де-Тенеріфе, Ріо-де-Жанейро, Буенос-Айрес, Пуерто-Мадрін, Пунта-Аренас, Пуерто-Монт, Талькауано і назад до Вальпараїсо 8 грудня 1907 року.
Виведений зі складу флоту 1930.